# Menesia flavotecta
Menesia flavotecta es una especie de escarabajo longicornio del género Menesia, tribu Saperdini, subfamilia Lamiinae. Fue descrita científicamente por Heyden en 1886.

## Descripción
Mide 6-10 milímetros de longitud.

## Distribución
Se distribuye por China, Japón, Mongolia, Corea y Rusia.